# Grabau, Herzogtum Lauenburg
Grabau là một đô thị thuộc huyện Lauenburg, trong bang Schleswig-Holstein, nước Đức. Đô thị Grabau, Herzogtum Lauenburg có diện tích 4,1 km², dân số thời điểm 31 tháng 12 năm 2006 là 291 người.